# 胡玄辉
胡玄辉（492年—557年11月15日），名不详，字玄辉，安定郡临泾县（今宁夏回族自治区固原市彭阳县）人，灵太后的妹妹，嫁给元乂。

## 生平
灵太后临朝听政后，胡玄辉在延昌四年八月壬申（515年8月26日）被封为新平郡君，后改封冯翊郡君，册拜为女侍中。神龟二年（519年）九月，灵太后从容对中书舍人杨昱说：“现在皇帝年幼，我每天处理纷繁的政务，但是自己道德教化浅薄不能感化姻亲，他们在外面的作为不能让人满意，你有所见闻，千万不要隐瞒。”杨昱于是上奏扬州刺史李崇装载五车货物，恒州刺史杨钧打造银制食器十套，一并送给了元乂。灵太后召见元乂和胡玄辉，哭泣着责备他们。
灵太后重新执政后，没有马上诛杀元乂。当时朝廷内外喧喧嚷嚷，说：“元乂还要回来执掌政务。”小黄门张景嵩和毛畅曾经在夺元乂权力时出力不少，害怕惹上祸患，就上奏魏孝明帝元诩，想要诏令右卫将军杨津秘密的前往捕杀元乂。魏孝明帝已经拟定诏书，还没来得及下达。胡玄辉知道了，告诉灵太后说：“张景嵩和毛畅与清河王的儿子元昭想要废掉太后。”灵太后相信了，斥责毛畅，毛畅出示诏书草稿呈送给灵太后。灵太后读过之后，知道没有废掉自己的意图，心里才稍微松弛下来。然而胡玄辉不断在灵太后身边挑拨，灵太后于是产生疑惑。很快，毛畅外任顿丘郡太守，张景嵩外任鲁郡太守。
当初，中山王元熙起兵讨伐元乂，没有成功遭到诛杀，灵太后重掌大权后，元熙才被改葬。元顺上奏灵太后说：“臣昨天去看中山王家中的葬礼，不仅是同宗亲属为他的冤案感到悲哀，过路的男女看见他一家七人丧命，都为之伤心，无不心酸哭泣。”当时胡玄辉坐在灵太后身边，元顺指着她说：“陛下为何以一个妹妹的原因，不治元乂的罪，使天下的人心怀冤屈？”灵太后沉默不语。
元乂死后，元乂的弟弟元罗逼奸胡玄辉，当时的人认为这非常丑陋，也有人说这是元罗救命的计策。建义元年四月庚子（528年5月17日），尔朱荣发动河阴之变，灵太后和幼主元钊被沉入黄河，胡玄辉将灵太后和元钊的尸体收敛在双灵寺中。普泰元年（531年），胡玄辉被册拜为江阳王太妃。北齐天保八年岁次丁丑十月九日（557年11月15日），胡玄辉在京师邺城县安明里去世，虚岁六十六，当年十一月丙申朔廿六日辛酉（558年1月1日）葬于邺城西面负郭廿五里。

## 其他
洛阳城中景明寺南一里有秦太上公两座寺庙，西寺是灵太后所建立，东寺是胡玄辉所建立，都是为父亲胡国珍祈祷冥福，当时的人称之为双女寺。

## 家庭

### 祖父
- 胡淵，北魏侍中、司空公[1]

### 父亲
- 胡国珍，北魏相国、太上秦文宣公[1]

### 兄弟姐妹
- 灵太后
- 胡祥，北魏殿中尚书、中书监、侍中、东平孝景公

### 丈夫
- 元乂，北魏使持节、侍中、骠骑大将军、领军将军、尚书令、冀州刺史、江阳景昭王[1]

### 子女
- 元僧儿，嫁琅邪王子建，散骑常侍、济州刺史王翊之子[18]
- 元亮，夫人范阳卢氏，驸马都尉、太尉司马卢元聿之女[18]